# Чкадуа, Юрий Владимирович
Юрий Владимирович Чкадуа (абх. Иурии Владимир-иҧа Ҷҟадуа; 28 февраля 1939, Сухуми, Абхазская АССР — 15 октября 2009, Москва, Россия) — абхазский скульптор, член Союза художников СССР, член Союза художников Абхазии, заслуженный художник Абхазии и Грузии.

## Биография
Родился 28 февраля 1939 года в Сухуми.
С 1957 по 1963 годы учился в Тбилисской государственной академии художеств.
Работал главным художником города Сухум, член Союза художников СССР и член Союза художников Абхазии, заслуженный художник Абхазии и Грузии.
Скончался 15 октября 2009 года в Москве.

## Творчество
Принимал участие в выставках Союза художников Абхазии, участник многих всесоюзных выставок. Выставлялся в Москве, Ленинграде, Генуе, Берлине.
Автор многочисленных скульптурных работ, среди которых наибольшей известностью пользуется установленная в посёлке Бзыбь скульптура скорбящей матери в память павших в Великой Отечественной войне 1941—1945.
Являлся соавтором Мемориала памяти жертвам Латской трагедии 1992 года, соавтором памятника Нестору Лакоба в г. Гудаута.
Памятник, установленный на могиле писателя во дворе дома-музея отца основоположника абхазской литературы Георгия Гулиа.
В последний год жизни скульптор работал над новым памятником классику абхазской поэзии Иуа Когония.